# Уталії (футбольний клуб)
Футбольний клуб «Уталії» або просто «Уталії» (англ. Utalii Football Club) — колишній професіональний кенійський футбольний клуб з міста Руарака.

## Історія
Створений у місті Руарака на кошти Коледжу Уталія, який спеціалізувався підготовці кваліфікованих робітників у сфері кулінарії, туризму та готельного управління. Першим великим успіхом «Уталії» стали бронзові нагороди Національної футбольної ліги. У 1997 році клуб виграв чемпіонат Кенії, а в 2003 році став володарем кубку Прозорості. Однак через некометентне управління коледжом у бюджеті навчального закладу виник дефіцит, в результаті чого коштів на підтримку клубу не знайшлося. У 2005 році клуб було розформовано.
На міжнародному рівні команда виступала в кубку африканських чемпіонів 1998, де вибула вже в другому раунді.

## Досягнення
- Прем'єр-ліга Кенії
  -  Чемпіон (1): 1997
  -  Бронзовий призер (1): 1994

- Кубок президента Кенії
  -  Володар (1): 2003 (кубок Прозорості)

## Статистика виступів на континентальних турнірах
| Сезон | Турнір                       | Раунд | Клуб                     | Вдома | На виїзді | Загалом       |
| ----- | ---------------------------- | ----- | ------------------------ | ----- | --------- | ------------- |
| 1998  | Кубок африканських чемпіонів | 1     | «Аль-Меррейх» (Омдурман) | 4-0   | 0-3       | 4-3           |
| 1998  | Кубок африканських чемпіонів | 2     | «Етуаль дю Сахель»       | 1-0   | 0-1       | 1-1 (1-4 пен) |